# Brunnadern
Brunnadern est une localité et une ancienne commune suisse du canton de Saint-Gall, située dans la circonscription électorale de Toggenburg. 
Elle a fusionné le 1er janvier 2009 avec Mogelsberg et Sankt Peterzell  pour former la commune de Neckertal.

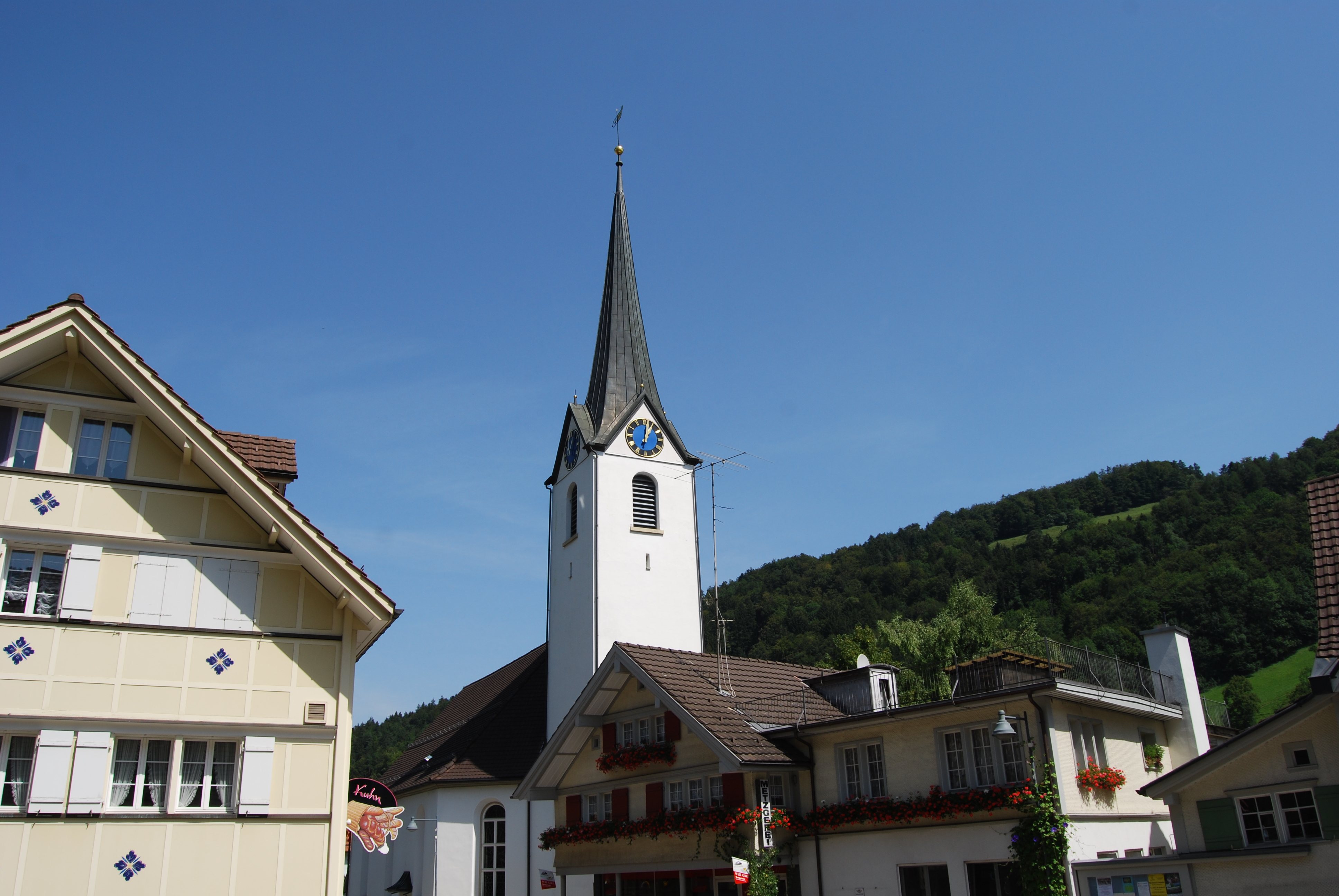
Brunnadern

Photo aérienne prise à 1800 m par Walter Mittelholzer (1923)